# Cretico
Il cretico è un piede della metrica greca. Si compone di una sequenza di una sillaba lunga, una sillaba breve e una sillaba lunga (— ∪ —) ed è di conseguenza un piede di cinque more, appartenente al génos hemiólion, in quanto il rapporto tra arsi e tesi è di 2:3; non è possibile definirne il ritmo come ascendente o discendente, dal momento che l'arsi è incastonata in mezzo alla tesi.
Le due sostituzioni naturali del cretico sono il peone primo ( — ∪ ∪ ∪) e il peone quarto (∪ ∪ ∪ —), originati dalla risoluzione di una delle sillabe lunghe del cretico; è anche possibile risolvere entrambe le sillabe lunghe, formando la sequenza ∪ ∪ ∪ ∪ ∪, che dai grammatici antichi è definita orthios o aríthmos). Soprattutto quando associato con i docmiaci, la sillaba breve può essere sostituita da una lunga irrazionale, dando origine a un molosso (— — —)

## Origini ed uso
L'etimologia riconnette il nome cretico all'isola di Creta: tale ritmo, secondo le testimonianze degli antichi, sarebbe stato in uso nelle musiche di quella regione e sarebbe stato inoltre un cretese, il poeta e musicista Taleta, a servirsene per primo. Il suo utilizzo sarebbe stato principalmente riservato ai canti che accompagnano la danza, gli iporchemi.
Il nome peonio, invece, deriva da peana, l'inno religioso cantato in onore di Apollo, composto di preferenza in questo metro: tale diversità di utilizzo dei metri cretici è più apparente che reale, dal momento che in epoca arcaica la distinzione tra peana ed iporchema era molto labile, se non inesistente.
Sin dalle sue origini, il cretico è un verso strettamente collegato alla lirica corale: il primo esempio di cretico conosciuto è contenuto in un frammento di Alcmane, mentre Bacchilide compose interi composizioni in soli metri cretici. Raro invece è il suo uso nella tragedia, mentre Aristofane, soprattutto nelle sue prime commedie, lo utilizza di frequente, non di rado associato a metri trocaici.
Il cretico era una sequenza particolarmente raccomandata nelle clausule della prosa a partire da Trasimaco tanto nell'oratoria greca che, successivamente, in quella romana (anche Cicerone lo utilizza spesso). Questo era dovuto al suo raro uso nella poesia, che consentiva all'oratore di utilizzarlo per dare ritmo alle sue frasi senza dare per questo l'impressione di recitare in versi. Tale preferenza era poi favorita dal fatto che, secondo la trattatistica antica, questo tipo di verso era particolarmente 
vigoroso e robusto.

## Metri cretici

### Monometro cretico
Il monometro cretico si incontra, talvolta all'inizio di qualche colon o verso eolo-coriambico, o in qualche altra costruzione metrica particolarmente rara.

### Dimetro cretico
Il dimetro cretico (— ∪ —| — ∪ —) si incontra come elemento costitutivo di sistemi di estensione variabile: presenta spesso il fenomeno della sinafia. Nei tragici invece compare invece a volte formato di due peoni quarti.
Ad esempio, in questi versi tratti dai Cavalieri di Aristofane, vv. 322 segg, i primi tre dimetri sono uniti tra loro da sinafia.
Ἆρα δῆτ' οὐκ ἀπ' ἀρ-

χῆς δήλους ἀναί-

δειαν ἥπερ μόνη

προστατεῖ ῥητόρων
In Aristofane inoltre si incontra anche la forma catalettica (estremamente rara) del dimetro ( — ∪ —| — X ∧), normalmente con il primo piede risolto in un peone.

### Trimetro cretico
Il trimetro cretico ( — ∪ —|  — ∪ —|  — ∪ —) si incontra talvolta come colon o verso isolato, o in unione con cola docmiaci; il suo utilizzo prevalente è però nei periodi cretici.
Es. φρόντισον καὶ γενοῦ πανδίκως (Eschilo, Supplici, 418, cretici puri)

### Tetrametro cretico
Il tetrametro cretico ( — ∪ —| — ∪ —||— ∪ —| — ∪ —) per la sua estensione può essere impiegato come verso stichico, che ammette lo iato e la sillaba indifferens alla fine, e il cretico può essere sostituito con un peonio in tutti i piedi, tranne l'ultimo. La dieresi centrale è usuale, ma non è sempre rispettata.
Es. οὐδὲ τῶ Κνώκάλω οὐδὲ τῶ Νυρσύλα (Alcmane, fr.61 D.)

### Tetrametro cretico catalettico
Il tetrametro cretico catalettico (— ∪ —| — ∪ —| — ∪ —| — X ∧) è un verso raro.
Es. Kρησίοις ἐν ῥυθμοῖς παῖδα μέλψωμεν; (Lyrica adespota (PMG), 49)

### Pentametro cretico
Il pentametro cretico acataletto (— ∪ —| — ∪ —|| — ∪ —| — ∪ —|— ∪ —) chiamato anche teopompeo, dal poeta comico Teopompo è anch'esso assai raro.

### Esametro cretico catalettico
Questo raro metro (— ∪ —| — ∪ —| — ∪ —||— ∪ —| — ∪ —| — ∪ —|) è stato adoperato da Alcmane.
Es. Ἀφροδίτα οὐκ ἔστι, μάργος δ' Ἔρως οῖα παῖς παίσδει (Alcmane, fr. 36 D)